# Spinosad
Le spinosad est une substance active de produit phytosanitaire (ou produit phytopharmaceutique, ou pesticide), qui présente un effet insecticide.
C'est un produit fermenté dérivé du mélange de deux toxines (spinosyne A et D) sécrétées par une bactérie vivant dans le sol, Saccharopolyspora spinosa.

## Action
Le spinosad agit comme une neurotoxine ciblant, comme les néonicotinoïdes, les récepteurs nicotiniques de l'acétylcholine dont il est un modulateur allostérique. Il provoque en peu de temps chez l’insecte une excitation du système nerveux menant à des contractions musculaires involontaires, à la prostration accompagnée de tremblements et à
la paralysie. Il agit rapidement par contact et par ingestion. L’insecte cesse de s’alimenter et la paralysie peut survenir quelques minutes après l’ingestion, la mort s’ensuivant dans un délai de un à trois jours. Pour de meilleurs résultats, comme le produit supprime les larves et les pupes, il est recommandé de l’appliquer lorsque les seuils d’insectes sont atteints et que l’éclosion des œufs est à son point culminant.

## Cibles
Le spinosad est un insecticide (larvicide) à spectre relativement large homologué pour plusieurs
cultures. Il est réputé efficace contre les lépidoptères au stade larvaire et les diptères (mouches, moustiques) au stade de pupes. Il permet de lutter contre :
- le doryphore de la pomme de terre ;
- la pyrale du maïs ;
- les larves du carpocapse des pommes et des poires, de la tordeuse à bandes obliques, de l’enrouleuse trilignée, de la tordeuse du pommier, de la tordeuse européenne et du pique-bouton du pommier attaquant certains fruits à pépins (entre autres, pomme, poire, coing) ;
- les larves de la fausse-arpenteuse du chou, de la piéride du chou et de la fausse-teigne des crucifères attaquant certains légumes (entre autres, raifort, rutabaga, navet, radis, chou-fleur, chou commun, brocoli, chou de Bruxelles) ;
- la mouche de l'olive (Bactrocera olea).

Un shampooing au spinosad a été développé contre les poux de tête,.

## Toxicité
Le spinosad est peu toxique pour les mammifères, les oiseaux, les poissons et les crustacés. Il est cependant très toxique pour les abeilles : il faut éviter l’application directe et la dérive de l’insecticide sur les abeilles et les colonies d’abeilles, ainsi que sur les cultures en pleine floraison. Cependant, une étude menée dans l’Ontario montre que, au cours de deux années d’observation, des panicules de maïs traités au spinosad n’ont eu aucun impact sur la mortalité des abeilles.
Le produit est également très toxique pour les invertébrés aquatiques, nocif pour les parasitoïdes et les acariens prédateurs et légèrement nocif pour les prédateurs vivant dans le feuillage.
L’adoption de stratégies adéquates de gestion de la résistance est recommandée, car toute population d’insectes peut contenir des individus qui sont déjà résistants à l’ingrédient actif. L’utilisation répétitive du même produit peut favoriser la prolifération de ces individus. Ainsi, il est fortement recommandé d’utiliser le spinosad (insecticide du groupe 5) en alternance avec un autre insecticide d’un groupe de produits antiparasitaires différent.

## Réglementation
Sur le plan de la réglementation des produits phytopharmaceutiques :
- pour l’Union européenne : cette substance active est inscrite à l’annexe I de la directive 91/414/CEE par la directive 2007/6/CE et le taux de résidus de ce pesticide dans les aliments est réglementé en Europe[7] ;
- pour la France : cette substance active est autorisée dans la composition de préparations bénéficiant d’une autorisation de mise sur le marché.

## Noms commerciaux
- Entrust 80W (Naturalyte - 2004) a été homologué il y a quelques années aux États-Unis et bien accueilli par les producteurs biologiques.
- CONSERVE, MUSDO 4, SPY, SUCCESS 4, SYNEÏS APPÂT sont des préparations insecticides autorisées en France et contenant du spinosad.
- Comfortis est le nom de marque d'un comprimé antiparasitaire pour chat contenant du spinosad[8].
- TopGrain est le nom utilisé par l'entreprise Armosa pour leur insecticide de Biocontrol à destination du traitement des produits stockés, autorisé en Agriculture Biologique (UAB).